# Dachauprocessen

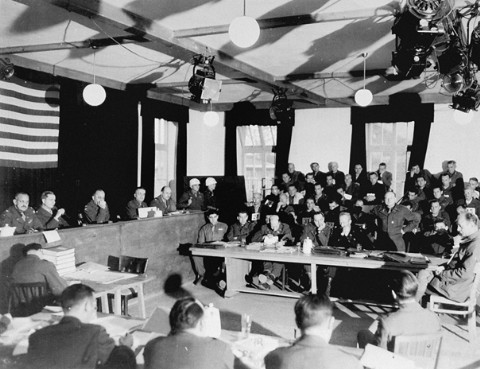
Voormalige SS-Sturmbannfuehrer Friedrich Weitzel, officier verantwoordelijk voor voedsel- en kledingdistributie in Dachau, getuigt tijdens de processen.

Tijdens de Dachauprocessen werden de oorlogsmisdadigers uit de Tweede Wereldoorlog berecht die opgepakt waren in de Amerikaanse zones in bezet Duitsland en geallieerde zones in bezet Oostenrijk en personen die beschuldigd waren van oorlogsmisdaden tegen Amerikaanse burgers en militairen. Het tribunaal werd gehouden op het terrein van het voormalige concentratiekamp Dachau en volledig uitgevoerd door Amerikaanse militairen wier juridische expertise was beoordeeld door de Judge Advocate General's Department binnen het Amerikaanse 3e leger.
Hoofdaanklager van het tribunaal was de 32-jarige William Denson, een advocaat van het Amerikaanse leger. Hoofd van de verdediging was luitenant-kolonel Douglas T. Bates Jr., een landmachtofficier en advocaat uit Centerville, Tennessee.

## Procedure
In tegenstelling tot het proces van Neurenberg, dat de topstukken van de Nazi-oorlogsmisdadigers berechtte onder jurisdictie van de geallieerde bezettingsmacht, werden de Dachauprocessen uitsluitend door  Amerikaanse militairen afgehandeld. De processen vonden plaats tussen november 1945 en augustus 1948. Na het proces van Neurenberg hebben ook daar nog twaalf processen plaatsgevonden die uitsluitend door de Amerikanen zijn gevoerd.
Alle verhoren vonden plaats in het kamp van Dachau, omdat dit in die tijd het bekendste naziconcentratiekamp was. Het diende als achtergrond om de morele teloorgang van het naziregime zichtbaar te maken.
In een periode van bijna drie jaar zijn 1672 Duitse, vermoedelijke oorlogsmisdadigers voorgeleid in 489 aparte processen. In totaal 1416 voormalige leden van het Naziregime zijn veroordeeld, van wie 297 de doodstraf kregen en 279 een levenslange gevangenisstraf. Alle veroordeelde gevangenen werden naar War Criminals Prison #1 in Landsberg am Lech gestuurd om hun straf uit te zitten of te worden opgehangen.

## Processen
Twee van de bekendste zaken betroffen de handelingen van de Duitse strijdkrachten tijdens de Slag om de Ardennen eind 1944 in het bloedbad van Malmedy. 73 leden van de Waffen-SS werden schuldig bevonden aan de massa-executie van 84 Amerikaanse krijgsgevangenen tijdens de slag. 
In een andere rechtszaak werden de voormalige Duitse commando Otto Skorzeny en negen officieren van Panzerbrigade 150 onschuldig bevonden aan schending van het oorlogsrecht zoals vastgelegd tijdens de Vredesconferentie van Den Haag uit 1907, voor het dragen van Amerikaanse militaire uniformen in een valse vlagoperatie, Operatie Greif.
- Het Dachauhoofdproces over het concentratiekamp zelf. Veertig functionarissen werden veroordeeld; 36 werden op 13 december 1945 ter dood veroordeeld. Van deze groep werden er 23 opgehangen op 28 en 29 mei 1946, onder wie de voormalige commandant Martin Gottfried Weiss en de kampdokter Claus Schilling. Kleinere groepen functionarissen en bewakers werden in vervolgprocessen veroordeeld. Op 21 november 1946 werd bekendgemaakt dat tot dan toe 116 verdachten een gevangenisstraf hadden gekregen.
- Het Mauthausenproces. 61 functionarissen werden berecht in maart/april 1946; 58 verdachten werden op 11 mei 1946 ter dood veroordeeld, onder wie de commandant van de SS-Totenkopfverbände.
- Het Flossenbürgproces. 52 functionarissen en bewakers van het kamp werden berecht tussen 12 juni 1946 en 19 januari 1947. Van hen kregen vijftien de doodstraf en 25 een gevangenisstraf.
- Het Buchenwaldproces. Tussen april en augustus 1947 werden 31 verdachten schuldig bevonden. Van hen kregen 22 de doodstraf, negen gevangenisstraf.
- Het Mühldorfproces. Vijf functionarissen werden op 13 mei 1947 ter dood veroordeeld en zeven tot gevangenisstraf.
- Het Dora-Nordhausenproces. Op 7 augustus 1947 werden vijftien voormalige SS-bewakers en Kapo's veroordeeld, van wie één de doodstraf kreeg. Het proces hield zich ook bezig met de betrouwbaarheid van Mittelwerk V-2 raketwetenschappers.[4][5][6]

## Doodstraffen (selectie)
- Richard Drauz: Voormalig functionaris van de Nazipartij, Kreisleiter van Heilbronn en lid van de Reichstag (1933-1945). Ter dood veroordeeld op 11 december 1945 voor zijn betrokkenheid bij de standrechtelijke executie van een geallieerde krijgsgevangene op 24 maart 1945. Geëxecuteerd in de gevangenis van Landsberg op 4 december 1946.
- August Eigruber: Voormalig SS-Obergruppenführer, gouwleider van Oberdonau (1939-1945) en Landeshauptmann van Opper-Oostenrijk (1938-1945). Ter dood veroordeeld op 11 mei 1946 voor zijn betrokkenheid bij de oprichting en bestuur van concentratiekamp Mauthausen-Gusen. Geëxecuteerd op 28 mei 1947.
- Otto Förschner: Voormalig SS-Sturmbannführer en vroegere commandant van concentratiekamp Mittelbau-Dora (1943-1945) en commandant van het buitenkamp van Dachau Kaufering (februari–april 1945). Ter dood veroordeeld op 13 december 1945 voor misdaden tegen de menselijkheid in Kaufering. Geëxecuteerd in de gevangenis van Landsberg op 28 mei 1946.
- Eduard Krebsbach: Voormalig SS-Sturmbannführer en hoofd van de medische staf van concentratiekamp Mauthausen-Gusen (1941-1943). Veroordeeld op 11 mei 1946 voor de moord op honderden zieke en gehandicapte gevangenen door de toediening van dodelijke injecties met benzeen. Geëxecuteerd op 28 mei 1947.
- Julius Ludolf: Voormalig SS-Obersturmführer in concentratiekamp Mauthausen-Gusen (1940-1945). Was commandant van de satellietkampen Loibl, Großraming en Melk. Ter dood veroordeeld op 11 mei 1946 en geëxecuteerd in de gevangenis van Landsberg op 28 mei 1947.
- Hans Möser: Voormalig SS-Obersturmführer en commandant van het Schutzhaft kamp in Mittelbau-Dora (1944-1945). Ter dood veroordeeld op 30 december 1947 voor zijn betrokkenheid bij de executie van gevangenen. Geëxecuteerd in de gevangenis van Landsberg op 26 november 1948. Hij was de enige van de negentien verdachten in het Doraproces die de doodstraf kreeg.
- Joachim Peiper: Voormalig SS-Standartenführer en commandant van het eerste SS-Panzerregiment / "Kampfgruppe Peiper" tijdens de Slag om de Ardennen. Ter dood veroordeeld op 16 juli 1946 voor zijn rol in het bloedbad van Malmedy. Het vonnis werd omgezet in levenslange gevangenisstraf en later in gediende tijd, na een onderzoek door de Amerikaanse Senaatscommissie voor Defensie waaruit bleek dat de Amerikaanse autoriteiten in de aanloop naar het onderzoek procedurefouten hadden gemaakt die het proces oneerlijk hadden beïnvloed. In december 1956 uit de gevangenis ontslagen.
- Alexander Piorkowski: Voormalig SS-Sturmbannführer en commandant van concentratiekamp Dachau (1940-1942). Geëxecuteerd op 22 oktober 1948.
- Hermann Pister: Voormalig SS-Oberführer en commandant van concentratiekamp Buchenwald (1942-1945). Ter dood veroordeeld in augustus 1947 maar  in de gevangenis van Landsberg op 28 september 1948 overleden aan een natuurlijke doodsoorzaak voor het vonnis kon worden uitgevoerd.
- Claus Schilling: Voormalig burgerlijk medisch specialist in concentratiekamp Dachau (1942-1945). Ter dood veroordeeld op 13 december 1945 voor zijn betrokkenheid bij medische experimenten op gevangenen. Geëxecuteerd op 28 mei 1946.

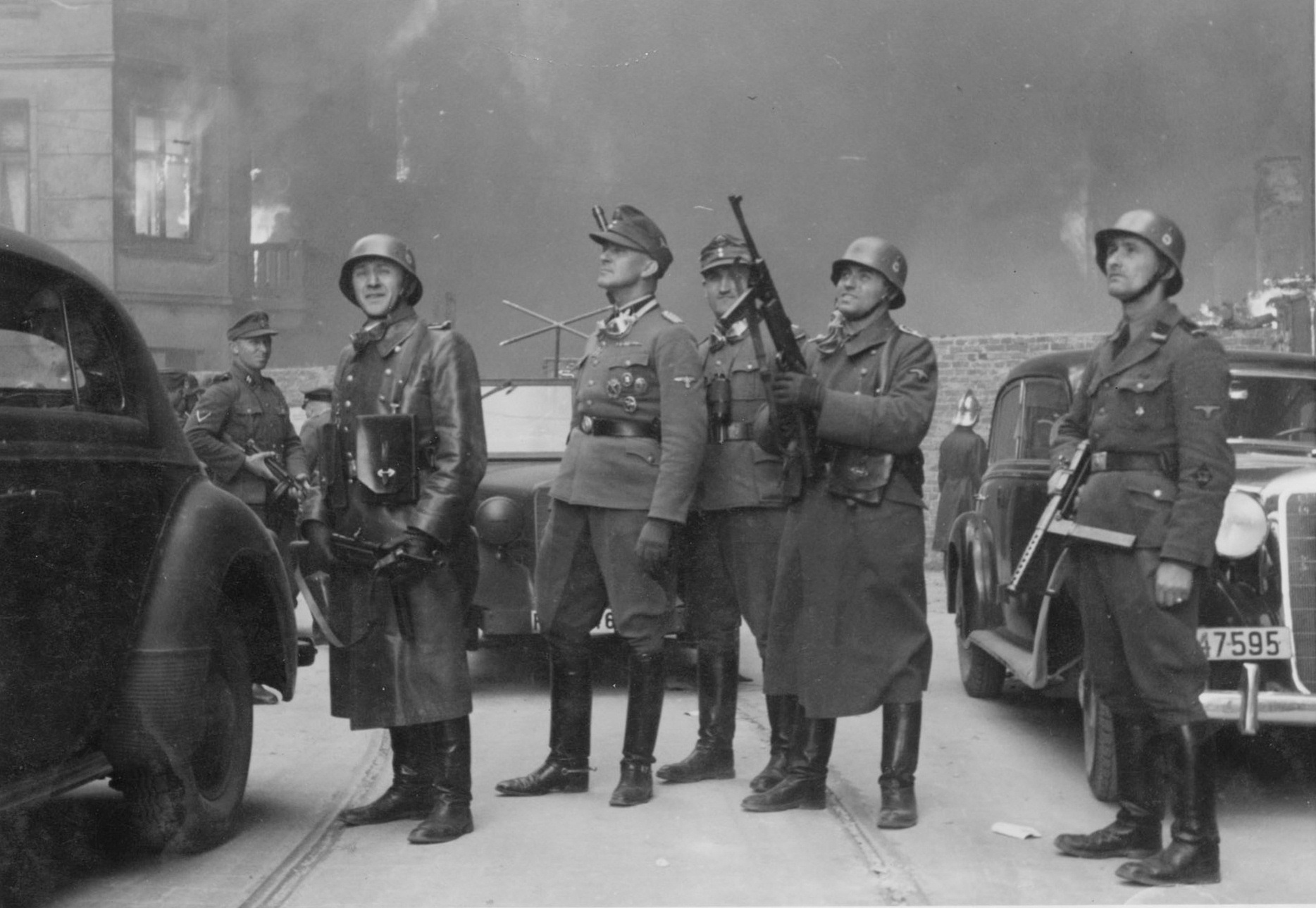
Jürgen Stroop (midden, met veldcap) met zijn mannen in het brandende getto van Warschau, 1943

- Jürgen Stroop: Voormalig SS-Gruppenführer. Ter dood veroordeeld op 21 maart 1947 voor het bevel tot standrechtelijke executie van gevangengenomen geallieerde piloten. Later uitgeleverd aan Polen om terecht te staan voor zijn rol in de liquidatie van het getto van Warschau. Door de Poolse autoriteiten ter dood veroordeeld op 23 juli 1951 en geëxecuteerd in de gevangenis van Mokotów in Warschau op 6 maart 1952.
- Erich Wasicky: Voormalig SS-Hauptsturmführer en lid van de medische staf in concentratiekamp Mauthausen-Gusen (1941-1945). Hield toezicht op de oprichting en gebruik van de gaskamers in het hoofdkamp Mauthausen en het satellietkamp Hartheim. Ter dood veroordeeld op 13 mei 1946 en op 28 mei 1947 geëxecuteerd.
- Martin Gottfried Weiss: Voormalig SS-Obersturmbannführer in Dachau. Was tweemaal commandant van het hoofdkamp (1942-1943 en april 1945). Was ook commandant van het satellietkamp Mühldorf (1944-1945). Ter dood veroordeeld op 13 december 1945 wegens misdaden tegen de menselijkheid tijdens zijn eerste commandantsperiode in Dachau, waarin de bouw en het gebruik van de gaskamers viel en experimenten op gevangenen. Geëxecuteerd in de gevangenis van Landsberg op 29 mei 1946.

## Vrijspraak (selectie)
- Georg Johannes Rickhey: Voormalig senior-functionaris bij de Organisation Todt (1942-1945) en directeur van de Mittelwerk GmbH munitiedienst in Mittelbau-Dora (1944-1945), waar hij toezicht had op de productie van V-wapens. Gearresteerd door het Amerikaanse leger in mei 1945 en later over gebracht naar Wright Field in Dayton, Ohio en tewerkgesteld onder de voorwaarden van Operatie Paperclip. Vervolgens in augustus 1947 door de Amerikaanse autoriteiten aangeklaagd op verdenking van betrokkenheid bij oorlogsmisdaden in Mittelbau-Dora, waaronder het gebruik van dwangarbeid, collaboratie met de SS en Gestapo, en verantwoordelijkheid voor de rampzalige werkomstandigheden in Mittelwerk. Vrijgesproken wegens gebrek aan bewijs op 30 december 1947.
- Heinrich Schmidt: Voormalig SS-Hauptsturmführer en lid van de medische staf in de concentratiekampen Dachau en Mittelbau-Dora. In augustus 1947 aangeklaagd door de Amerikaanse autoriteiten op verdenking van oorlogsmisdaden tijdens zijn werk als hoofdarts van het subkamp Nordhausen van Mittelbau-Dora (maart–april 1945). Op 30 december 1947 vrijgesproken wegens gebrek aan voldoende bewijs. In november 1975 aangeklaagd door het districtshof van Düsseldorf op verdenking van misdaden tegen de menselijkheid tijdens zijn werk als lid van de medische staf in concentratiekamp Majdanek (1942-1943). Op 20 maart 1979 opnieuw vrijgesproken wegens gebrek aan bewijs, na wat de langste en duurste strafrechtszaak was in de Duitse geschiedenis.
- Otto Skorzeny: Voormalig SS-Obersturmbannführer en commandant van Panzerbrigade 150 tijdens de slag om de Ardennen. In augustus 1947 aangeklaagd door de Amerikaanse autoriteiten op verdenking van overtreding van de Vredesconferentie van Den Haag, gebaseerd op zijn leiderschap van Operatie Greif, een valsevlagoperatie waarbij Duitse militairen de geallieerde linies in de Ardennen infiltreerden in Britse en Amerikaanse uniformen en gebruik maakten van buitgemaakte geallieerde voertuigen. Van alle beschuldigingen vrijgesproken op 9 september 1947.